# Luther Cressman

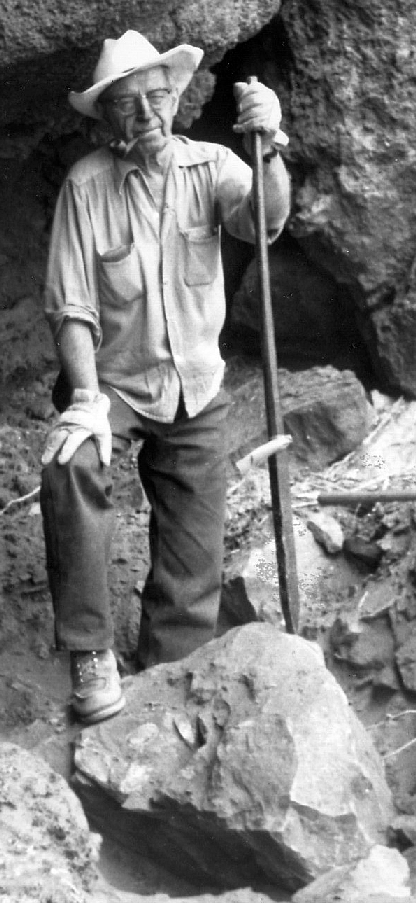
Luther Cressman

Luther Sheeleigh Cressman (Pottstown, Pensilvânia, 24 de outubro de 1897 - 4 de abril de 1994) foi um arqueólogo estadunidense.

## Biografia
Em 1929, ele ocupou o cargo de Professor de Sociologia da Universidade de Óregon. O Departamento de Antropologia foi fundado por ele seis anos após. Seu primeiro contratado para o departamento foi Homer Barnett. Cressman foi o chefe do departamento de 1935 até sua aposentadoria em 1963.
Em 1938, ele descobriu um par de sandálias feito de artemísia em Fort Rock, no Oregon, cuja medição feita por radiocarbono o datou como sendo de 10.500 a 9.300 anos atrás, tornando-o o calçado mais antigo encontrado na América do Norte. Seu livro "A Golden Journey" (Uma Viagem Dourada) foi agraciado em 1989 com o "Oregon Book Award" para literatura de não-ficção.
Foi casado com Margaret Mead.